# Třída Hamburg
Třída Hamburg (či též typ 101) byla třída torpédoborců německého námořnictva z doby studené války. Vyvinuty byly pro operace v mělkém Baltském moři. Celkem byly postaveny čtyři jednotky této třídy. Ve službě byly v letech 1964–1994. Během služby byly modernizovány na verzi typ 101A, mimo jiné vyzbrojenou protilodními střelami. Byly to jediné torpédoborce, postavené v německých loděnicích od konce druhé světové války. Ve službě je nahradily nové fregaty třídy Brandenburg.

## Stavba
Celkem byly postaveny čtyři jednotky této třídy. Postavila je loděnice Stülcken v Hamburku. Do služby byly přijaty v letech 1964–1968.
Jednotky třídy Hamburg:
| Jméno                      | Založení kýlu | Spuštěna        | Vstup do služby  | Status        |
| -------------------------- | ------------- | --------------- | ---------------- | ------------- |
| Hamburg (D 181)            | 1959          | 26. března 1960 | 23. března 1964  | Vyřazen 1994. |
| Schleswig-Holstein (D 182) | 1959          | 20. srpna 1960  | 12. října 1964   | Vyřazen 1994. |
| Bayern (D 183)             | 1960          | 14. srpna 1962  | 6. července 1965 | Vyřazen 1993  |
| Hessen (D 184)             | 1961          | 4. května 1963  | 8. října 1968    | Vyřazen 1990. |

## Konstrukce

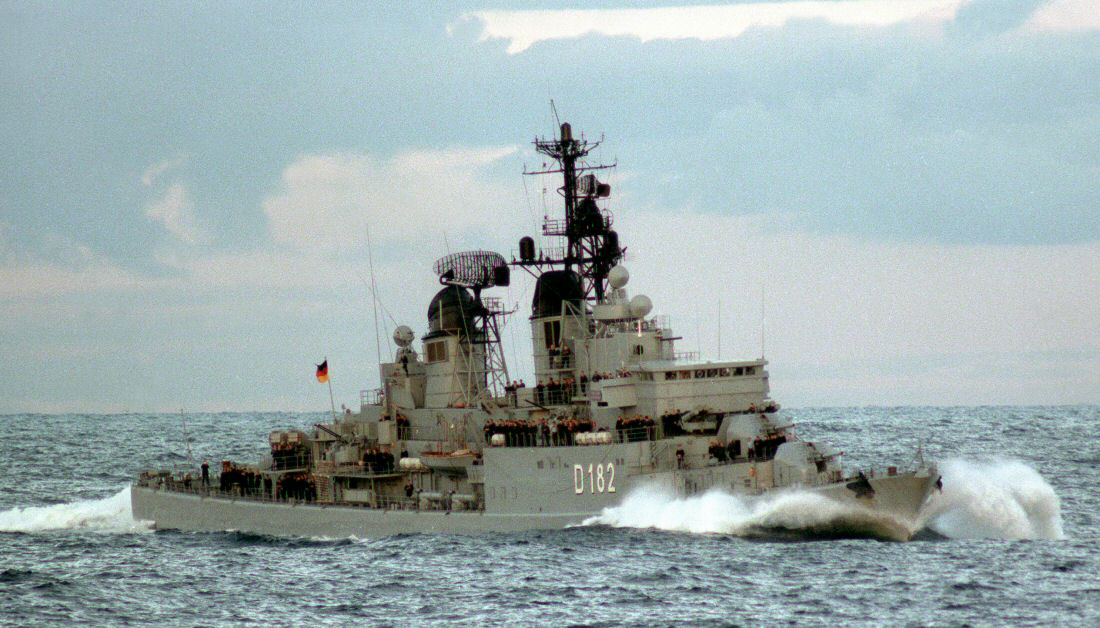
Schleswig-Holstein (D 182)

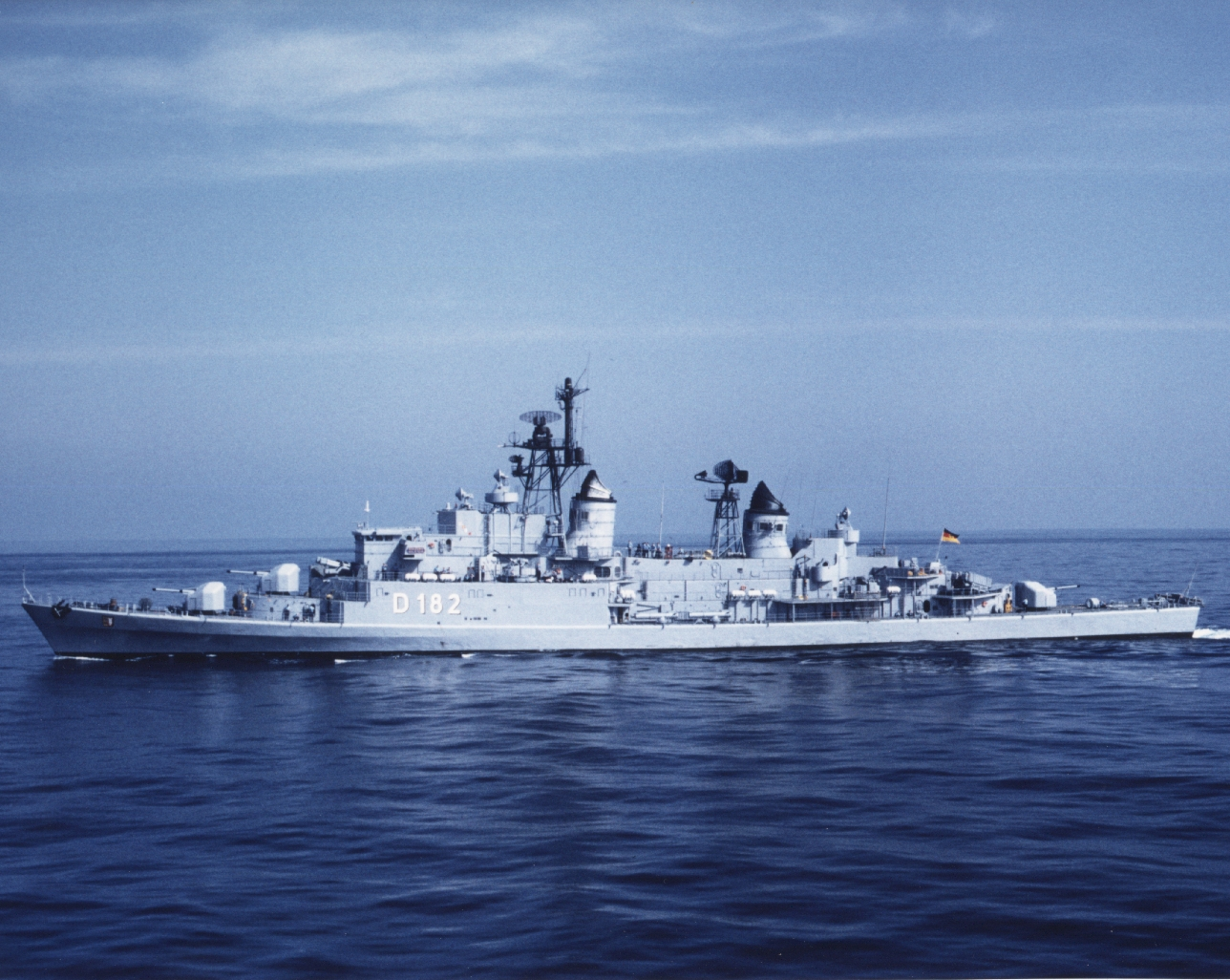
Schleswig-Holstein (D 182) po modernizaci a s protilodními střelami Exocet v místě třetí dělové věže

Lodě měly robustní konstrukci, usnadňující jejich pozdější modernizace a architekturu připomínající lehké křižníky. Elektronické vybavení představovaly radary LW-02, DA-02, Kelvin Hughes 14/9 a M45 (4×), sonar 1BV a systém elektronického boje WLR-6. Hlavňovou výzbroj tvořily čtyři 100mm/55 kanóny Creusot-Loire v jednodělových věžích na přídi a na zádi. Ty doplňovalo osm 40mm kanónů Breda-Bofors typ 106 lafetovaných po dvou. Další výzbroj tvořily dva čtyřhlavňové 375mm protiponorkové raketomety Bofors, čtyři 533mm torpédomety a dva spouštěče hlubinných pum (neseno dvanáct kusů). Nést rovněž mohly 60–80 námořních min. Pohonný systém tvořily čtyři kotle Wahodag a dvě turbíny Wahodag o výkonu 72 000 hp, pohánějící dva lodní šrouby. Nejvyšší rychlost dosahovala 36 uzlů. Dosah byl 6000 námořních mil při rychlosti 13 uzlů.

### Modifikace
V letech 1976–1979 torpédoborce prošly modernizací na standard typ 101A.
Odstraněnou třetí dělovou věž nahradila dvě dvojitá odpalovací zařízení protilodních střel MM.38 Exocet. Demontovány byly také všechny torpédomety. Demontované radary LW-02, DA-02, M45 (1×) nahradily modernější radary LW-04, DA-08 a SGR-103 a dva vrhače klamných cílů SCLAR. Odstraněn byl zadní stožár. Roku 1978 navíc dostaly nový uzavřený můstek.